# Frutera (Schiff)
Das Fruchtschiff Frutera wurde im Jahr 1902 für die  Reederei AS Frutera in Kristiania als Baunummer 221 von Burmeister & Wain in Kopenhagen gebaut. Er führte die norwegische Flagge, war mit 1570 BRT bzw. 696 NRT vermessen und wurde von Det Norske Veritas klassifiziert (DnV +1A1). Es zählte zur sogenannten Mosquitoflotte, Schiffe, die vorwiegend an Fruchtgesellschaften verchartert wurden und in der Karibik operierten. Die Laderäume waren für die Fruchtfahrt zwischen den Bananenhäfen und Nordamerika mit einer mechanischen Lüftungsanlage ausgestattet. Der Heimathafen war Kristiania in Norwegen, das heutige Oslo.

## Geschichte
Das Schiff wurde 1902 von Burmeister & Wain gebaut, an United Fruit Co. verchartert und in der Karibik zum Bananen- und Zuckertransport eingesetzt. Die Frutera wurde 1914 in Norwegen verkauft, wechselte 1915 mehrfach den Besitzer und wurde in Sjoa und danach in Vika und später in Eidsvold umbenannt.
Am 4. Juni 1918 wurde das Schiff vom deutschen U-Boot U 151 unter dem Kommando von Korvettenkapitän Heinrich von Nostitz und Jänckendorff auf der Reise von Kuba nach New York versenkt. Der Kapitän und die Besatzung gingen in die Boote und überlebten. Sie wurden am folgenden Tag von dem amerikanischen Schiff Proteus gerettet, das sie am 6. Juni 1918 nach New York brachte.